# Ян Отченашек
Ян Отченашек (чес. Jan Otčenášek; *19 листопада 1924, Прага, Чехословаччина — †24 лютого 1979, Прага, Чехословаччина) — чеський письменник і сценарист, один із найвідоміших представників повоєнної чеської літератури. Його творчість характеризується глибоким психологізмом, соціальною тематикою та увагою до моральних дилем особистості в історично складних обставинах. У своїх романах він досліджував внутрішній світ героїв на тлі політичних і суспільних змін у Чехословаччині 20-х років.
Отченашек здобув широку популярність завдяки таким творам, як «Громадянин Брих» (чес. Občan Brych) — роман про розгубленість інтелігенції після Другої світової війни, та «Ромео, Джульєтта і темрява» (чес. Romeo, Julie a tma) — зворушлива історія кохання чеського юнака та єврейської дівчини під час нацистської окупації.
Окрім літературної діяльності, він зробив значний внесок у чеське кіно та телебачення як сценарист. Його роботи, зокрема сценарії до фільму «Кохання між краплями дощу» (чес. Lásky mezi kapkami deště) та серіалу «Жив-був будинок» (чес. Byl jednou jeden dům), стали класикою чехословацького кінематографа.

## Біографія
Ян Отченашек народився в празькому районі Жижков у сім'ї столяра. Отримав атестат зрілості у 1943 році. Під час Другої світової війни був примусово направлений працювати на завод Авіа Летняни. Наприкінці війни приєднався до нелегальної комуністичної групи опору «Předvoj». Після війни вступив до Комуністичної партії Чехословаччини та почав вивчати естетику у Філософському факультеті Карлового університету, проте через сімейні обставини не завершив навчання. У 1947–1951 роках працював спеціалістом з питань експорту у Спілці хімічного та металургійного виробництва.
З 1952 року був членом секретаріату Союзу чехословацьких письменників, згодом обіймав посаду першого секретаря. У 1953 році на короткий час став редактором Чехословацького радіо, проте невдовзі повернувся до роботи у Спілці письменників. З 1960 року працював як незалежний письменник, а з 1973 року – як драматург на кіностудії «Баррандов».
Два десятиліття прожив у стосунках із акторкою Лібуше Швормовою. Його син, Ян Отченашек (під псевдонімом Петер Зікмунд), став телесценаристом, написав сюжети для серіалів «Готель Гербіх» та «Лікарня на краю міста через двадцять років».
Помер 24 лютого 1979 року в Празі від раку легень.

## Творчість
Творчий доробок Отченашка охоплює романи, новели, оповідання, а також численні кіносценарії та телевізійні роботи. Він публікував свої твори в таких виданнях, як «Літерарні новіни», «Гість додому», «Квіти», «Полум'я», «Червоний закон» тощо. 

### Тематика соціалістичного будівництва
- Plným krokem (1952) – роман, що відображає соцреалізм.
- Občan Brych (1955) – психологічний роман про події Лютневого заколоту 1948 року, у центрі якого – моральний вибір інтелігента в умовах суспільних змін з еементами психологізму.
- Kulhavý Orpheus (1964) – роман про молодь, яка бере активну участь у русі опору під час окупації.
- Pokušení Katarina (1984) – незавершений роман, який критично осмислює тоталітарний режим.

### Тематика особистого життя
- Romeo, Julie a tma (1958) – новела про трагічне кохання студента Павла та єврейської дівчини Естер у період гейдріхіади.
- Mladík z povolání (1968) –  новела, що змальовує іронічний портрет старіючого чоловіка, який намагається повстати проти часу.
- Když v ráji pršelo (1972) – роман про випробування почуттів молодої інтелігентної пари в суворих умовах сільського життя.
- Víkend uprostřed týdne (1975) – театральна п'єса про любовні стосунки.